# Cincinnati Symphony Orchestra

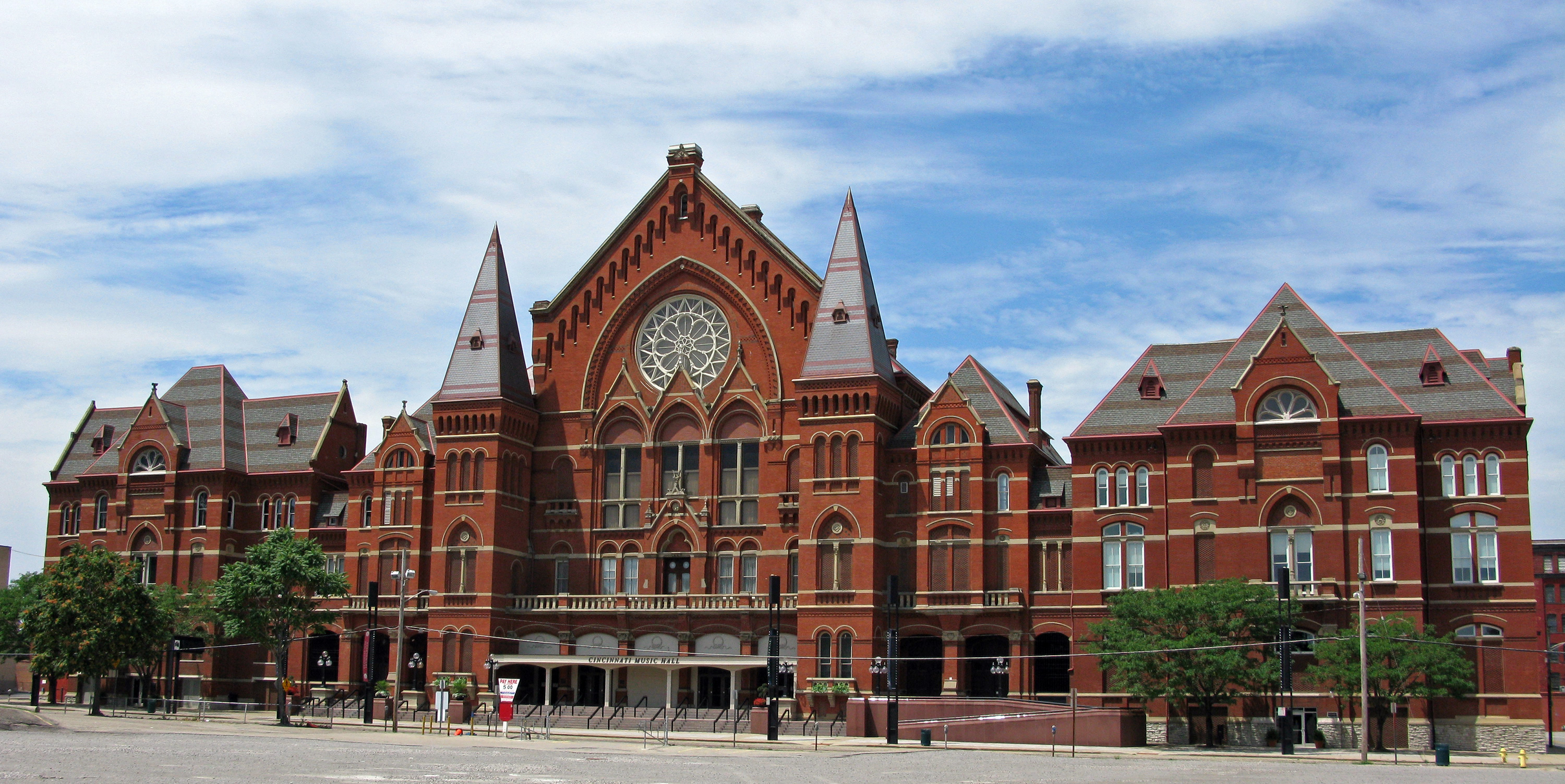
De Music Hall in Cincinnati

Het Cincinnati Symphony Orchestra (CSO) is het op vier na oudste orkest van de Verenigde Staten, met als thuisbasis de historische Music Hall in Cincinnati, in het zuidwesten van Ohio.

## Geschiedenis
Na de oprichting van verschillende orkesten tussen 1825 en 1872 werd in 1893 de ‘’Cincinnati Orchestra Association’’ opgericht door de vrouw van de latere president van de VS William Howard Taft. Het orkest is het oudste van Ohio. Het CSO gaf zijn eerste concerten in 1895 in het Pike's Opera House en verhuisde een jaar later naar de Music Hall. De eerste dirigent was Frank Van der Stucken, geboren in Texas en van Belgische komaf, die zou blijven tot 1907. In de eerste jaren verwelkomde het orkest gerenommeerde internationale musici als Richard Strauss en Edward McDowell. Het orkest voerde de Amerikaanse première uit van de Vijfde symfonie van Gustav Mahler.

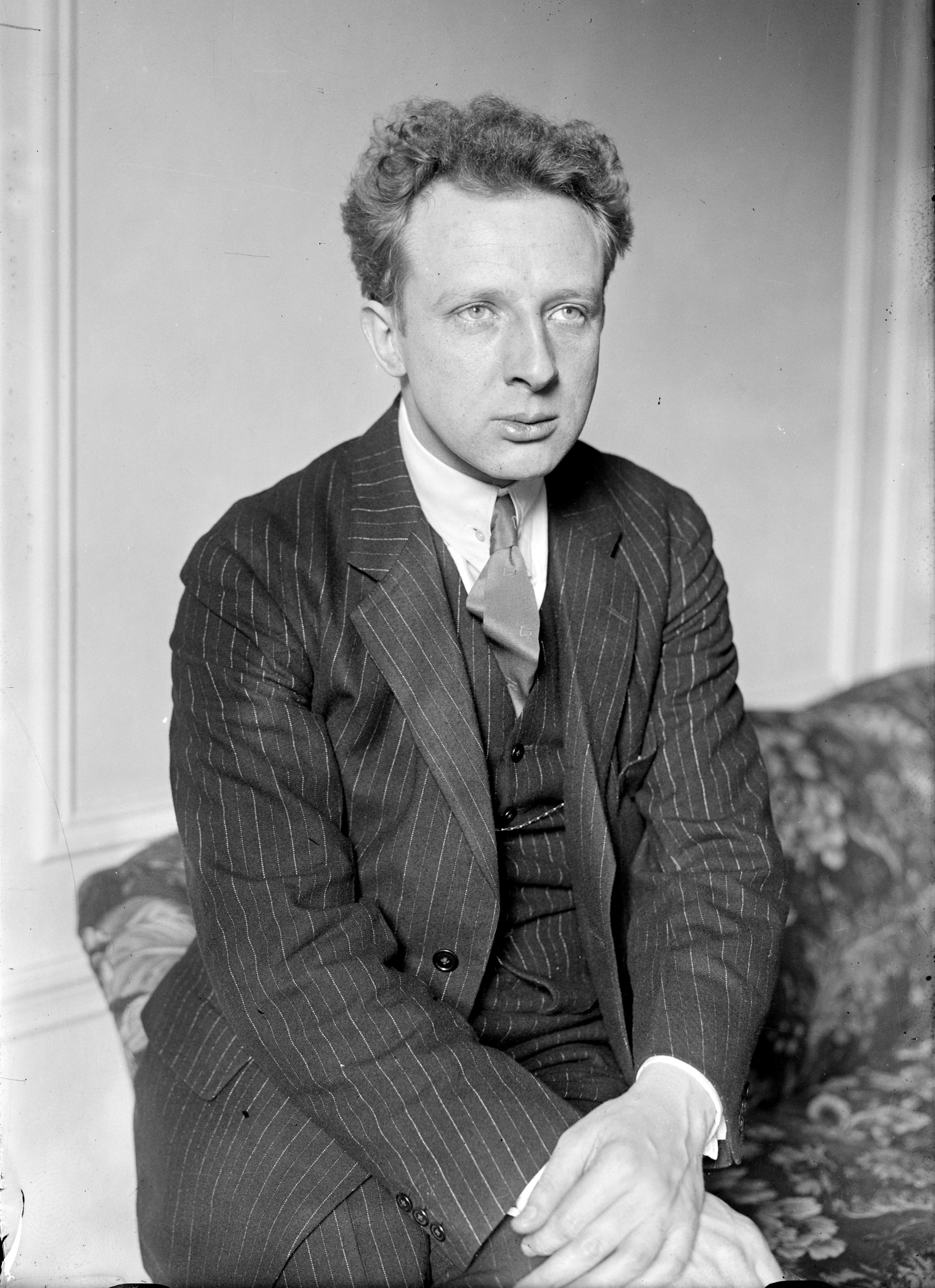
Leopold Stokowski

Gedurende drie jaar was het orkest ontbonden vanwege arbeidsconflicten en financiële problemen. Na de reorganisatie in 1909 werd een jonge organist uit Engeland, Leopold Stokowski, benoemd om de leiding op zich te nemen. In de drie jaar met Stokowski maakte het orkest een ontwikkeling door die het nationaal aanzien gaf onder dirigenten als Ernst Kunwald tot 1918, de virtuoze Belgische violist Eugène Ysaÿe (1918–1922), Fritz Reiner (1922–1933) en Eugene Goossens (1933–1947). In deze periode verhuisde het orkest van de Music Hall naar Emery Auditorium in 1909, en terug naar de Music Hall in 1936. Het orkest speelde de Amerikaanse première van Mahlers Symfonie nr. 3 (1912), maakte zijn eerste opnames (1917), hield de eerste nationale tournees en speelde de wereldpremières van Aaron Coplands Fanfare for the Common Man en Lincoln Portrait.
Na Goossens kwam Thor Johnson in 1947, die het orkest leidde in een van de eerste stereo-opnames voor Remington Records, gevolgd door Max Rudolf in 1958, wiens muzikale nalatenschap nog steeds is te horen in het orkest. Na hem kwam Thomas Schippers die plotseling overleed in 1977. Onder Schippers werd in 1977 het ‘’Cincinnati Pops Orchestra’’ opgericht met Erich Kunzel als dirigent. Na Schippers' dood werd Walter Süsskind artistiek adviseur van het orkest gedurende drie jaar tot aan zijn dood in 1980.
In dat jaar werd de Oostenrijkse dirigent Michael Gielen de nieuwe chef-dirigent voor een periode van zes jaar, die werd opgevolgd door de Spaanse dirigent Jesús López Cobos. Hij leidde het orkest tijdens een succesvolle Europese tournee in 1995, hun eerste sinds 1969, en hun eerste nationale televisie-optreden op PBS. Hij ging met pensioen in 2001 na het langste dienstverband van een dirigent van het CSO tot dusver, en werd tot dirigent-emeritus benoemd in september van dat jaar.
Naast hun vele eigen concerten is het CSO het huisorkest van het Cincinnati May Festival, het oudste koorfestival in het westelijk halfrond dat nog steeds bestaat.

## Het orkest nu

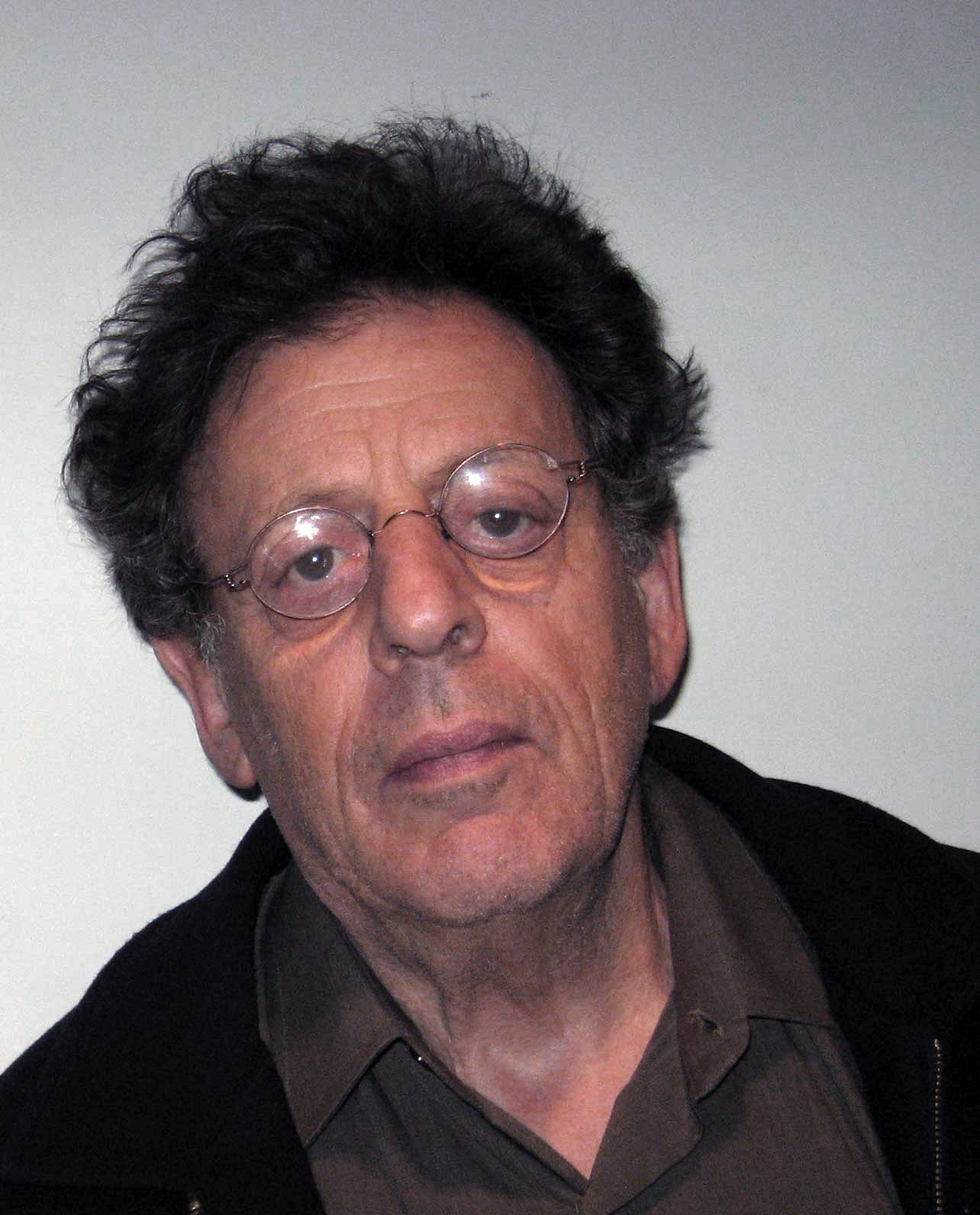
Philip Glass

Van 2001 tot 2011 was de uit Estland afkomstige Paavo Järvi de chef-dirigent. Järvi leidde zijn laatste concert als chef-dirigent op 14 mei 2011, toen hij tot Music Director Laureate werd benoemd. Met Järvi’s vertrek en het overlijden van de dirigent van de Pops Erich Kunzel werd het artistieke leiderschap een probleem. In december 2010 werd John Morris Russell benoemd tot nieuwe dirigent van de Cincinnati Pops vanaf 1 september 2011. In januari 2011 benoemde het orkest drie internationaal vooraanstaande musici, pianist Lang Lang, componist Philip Glass en dirigent Rafael Frühbeck de Burgos als de artistiek leiders voor zijn drie verschillende abonnementsseries gedurende de periode waarin er geen chef-dirigent was.
In januari 2007 meldde het orkest financiële moeilijkheden, met een tekort van ongeveer twee miljoen dollar voor dat fiscale jaar. In 2009 droegen deze problemen (plus de aankoop van Telarc door de Concord Music Group) bij tot de beëindiging van het contract van het orkest met Telarc, dat gedurende twintig jaar de platenmaatschappij was van het CSO en de Pops.
In 2010 richtte het orkest zijn eigen platenlabel op, Cincinnati Symphony Orchestra Media. De eerste uitgave was het album American Portraits in januari 2011.
Aan het eind van 2009 kondigde de weldoener voor de kunsten en filantroop Louise Nippert (die ook minderheidsaandeelhouder was van de Cincinnati Reds) een donatie aan van 85 miljoen dollar voor het CSO. Bekendgemaakt werd dat het orkest ongeveer drie miljoen dollar per jaar zou ontvangen, ongeveer 75% van de jaarlijkse begroting. 12% en 5% gingen naar resp. de Cincinnati Opera en Balletgezelschappen met de intentie dat het CSO het huisorkest zou blijven van deze gezelschappen. De overige 8% (ongeveer $300.000) moest worden doorgegeven aan andere organisaties als het Cincinnati May Festival en de ‘’Linton Chamber Music Series.
Sinds 2013 is de muzikale leiding in handen van Louis Langrée. Hij is daarmee de dertiende chef-dirigent in de 120-jarige geschiedenis van het orkest